# Municipio de Providence (Ohio)
El municipio de Providence (en inglés: Providence Township) es un municipio ubicado en el condado de Lucas, en el estado estadounidense de Ohio. En el año 2010 tenía una población de 3361 habitantes y una densidad de 48,82 personas por km².

## Geografía
El municipio de Providence se encuentra ubicado en las coordenadas 41°28′11″N 83°50′11″O / 41.46972, -83.83639. Según la Oficina del Censo de los Estados Unidos, el municipio tiene una superficie total de 68.85 km², de la cual 67,58 km² corresponden a tierra firme y (1,85 %) 1,27 km² es agua.

## Demografía
Según el censo de 2010, había 3361 personas residiendo en el municipio de Providence. La densidad de población era de 48,82 hab./km². De los 3361 habitantes, el municipio de Providence estaba compuesto por el 97,35 % blancos, el 0,24 % eran afroamericanos, el 0,24 % eran amerindios, el 0,42 % eran asiáticos, el 0,95 % eran de otras razas y el 0,8 % eran de una mezcla de razas. Del total de la población el 2,98 % eran hispanos o latinos de cualquier raza.